# あつぎ郷土博物館
あつぎ郷土博物館（あつぎきょうどはくぶつかん）は、神奈川県厚木市下川入1366番地4に所在する市立歴史博物館。
厚木市立郷土資料館を前身として、2019年（平成31年）1月27日に開館した。

## 概要
開館時間は9時から17時まで（入館は16時30分まで）。アクセスは、小田急小田原線本厚木駅から神奈川中央交通バス「あつぎ郷土博物館」行きに乗車し、終点下車。一般駐車場も30台分ある。常設展示は入館無料だが、企画（特別）展示には入館料が発生する場合があり、額も変動がある。
厚木市の歴史・文化に関する歴史学的な展示のほか、市内の自然や生物を扱った自然史学的な展示も行う。常設展示・企画（特別）展示以外にも、講座や見学会などのイベントを開催する。